# ميتش سبرينجيلمير
ميتش سبرينجيلمير (بالإنجليزية: Mitch Sprengelmeyer)‏ مواليد 9 يناير 1975 في بولدر، هو لاعب كرة مضرب أمريكي سابق بدأ مسيرته كمحترف سنة 1997 وكان يلعب باليد اليسرى. أعلى تصنيف له في الفردي كان المركز الـ 814 في سنة 1998. أعلى تصنيف له في الزوجي كان المركز الـ 92 في سنة 2001.

## النهائيات

### الزوجي: 1 (0–1)
| الحصيلة | الرقم | السنة | الدورة                    | الأرضية | الشريك     | المنافس في النهائي         | النتيجة في النهائي |
| ------- | ----- | ----- | ------------------------- | ------- | ---------- | -------------------------- | ------------------ |
| الوصافة | 1.    | 2000  | نيوبورت, الولايات المتحدة | عشبية   | كايل سبنسر | جوناثان إيرليتش هاريل ليفي | 6–7(2–7), 5–7      |